# McFarland (Wisconsin)
McFarland ist eine Gemeinde (mit dem Status „Village“) im Dane County im US-amerikanischen Bundesstaat Wisconsin. Im Jahr 2010 hatte McFarland 7808 Einwohner.
McFarland ist Bestandteil der Metropolregion Madison.

## Geografie
McFarland liegt im mittleren Süden Wisconsins, im südlichen Vorortbereich von dessen Hauptstadt Madison. Der Ort liegt am Ostufer des Lake Waubesa und am diesen verlassenden Yahara River, einem Nebenfluss des im Nachbarstaat Illinois in den Mississippi mündenden Rock River. Der am Mississippi gelegene Schnittpunkt der drei Bundesstaaten Wisconsin, Iowa und Illinois liegt 154 km westsüdwestlich.
Die geografischen Koordinaten von McFarland sind 43°00′45″ nördlicher Breite und 89°17′23″ westlicher Länge. Der Ort erstreckt sich über eine Fläche von 9,19 km². 
Das Zentrum von Madison liegt 17 km nordwestlich. Weitere Nachbarorte sind Sun Prairie (24,5 km nordnordöstlich), Cottage Grove (14,1 km nordöstlich), Stoughton (16 km südsüdöstlich), Oregon (16,6 km südwestlich), Fitchburg (17,8 km westlich) und Monona (8,9 km nordwestlich).
Die nächstgelegenen Großstädte sind Green Bay (225 km nordöstlich), Milwaukee (129 km östlich), Chicago (221 km südöstlich) und Rockford (101 km südlich).

## Verkehr
Der U.S. Highway 51 verläuft in Nord-Süd-Richtung durch McFarland. Alle weiteren Straßen sind untergeordnete Landstraßen, teils unbefestigte Fahrwege sowie innerörtliche Verbindungsstraßen.
Von Nordosten nach Südwesten verläuft durch McFarland eine Eisenbahnstrecke der Wisconsin and Southern Railroad (WSOR), einer regionalen (Class II) Frachtverkehrsgesellschaft. Der einzige Personenzug der Region ist der von Chicago zur Westküste verkehrende Empire Builder von Amtrak, der im nahen Madison hält.
Der nächste Flughafen ist der Dane County Regional Airport in Madison (18,5 km nördlich).

## Bevölkerung
Nach der Volkszählung im Jahr 2010 lebten in McFarland 7808 Menschen in 3079 Haushalten. Die Bevölkerungsdichte betrug 849,6 Einwohner pro Quadratkilometer. In den 3079 Haushalten lebten statistisch je 2,54 Personen. 
Ethnisch betrachtet setzte sich die Bevölkerung zusammen aus 94,4 Prozent Weißen, 1,2 Prozent Afroamerikanern, 0,4 Prozent amerikanischen Ureinwohnern, 1,7 Prozent Asiaten, 0,1 Prozent Polynesiern sowie 0,7 Prozent aus anderen ethnischen Gruppen; 1,5 Prozent stammten von zwei oder mehr Ethnien ab. Unabhängig von der ethnischen Zugehörigkeit waren 2,3 Prozent der Bevölkerung spanischer oder lateinamerikanischer Abstammung. 
26,9 Prozent der Bevölkerung waren unter 18 Jahre alt, 62,8 Prozent waren zwischen 18 und 64 und 10,3 Prozent waren 65 Jahre oder älter. 51,0 Prozent der Bevölkerung war weiblich.
Das mittlere jährliche Einkommen eines Haushalts lag bei 75.259 USD. Das Pro-Kopf-Einkommen betrug 34.883 USD. 7,7 Prozent der Einwohner lebten unterhalb der Armutsgrenze.

## Persönlichkeiten
- Conrad Elvehjem (1901–1962), Biochemiker
- Nina Roth (* 1988), Curlerin